# Средиземноморский апогон
Средиземноморский апогон, или европейский апогон (лат. Apogon imberbis), — вид лучепёрых рыб из семейства Apogonidae.

## Описание

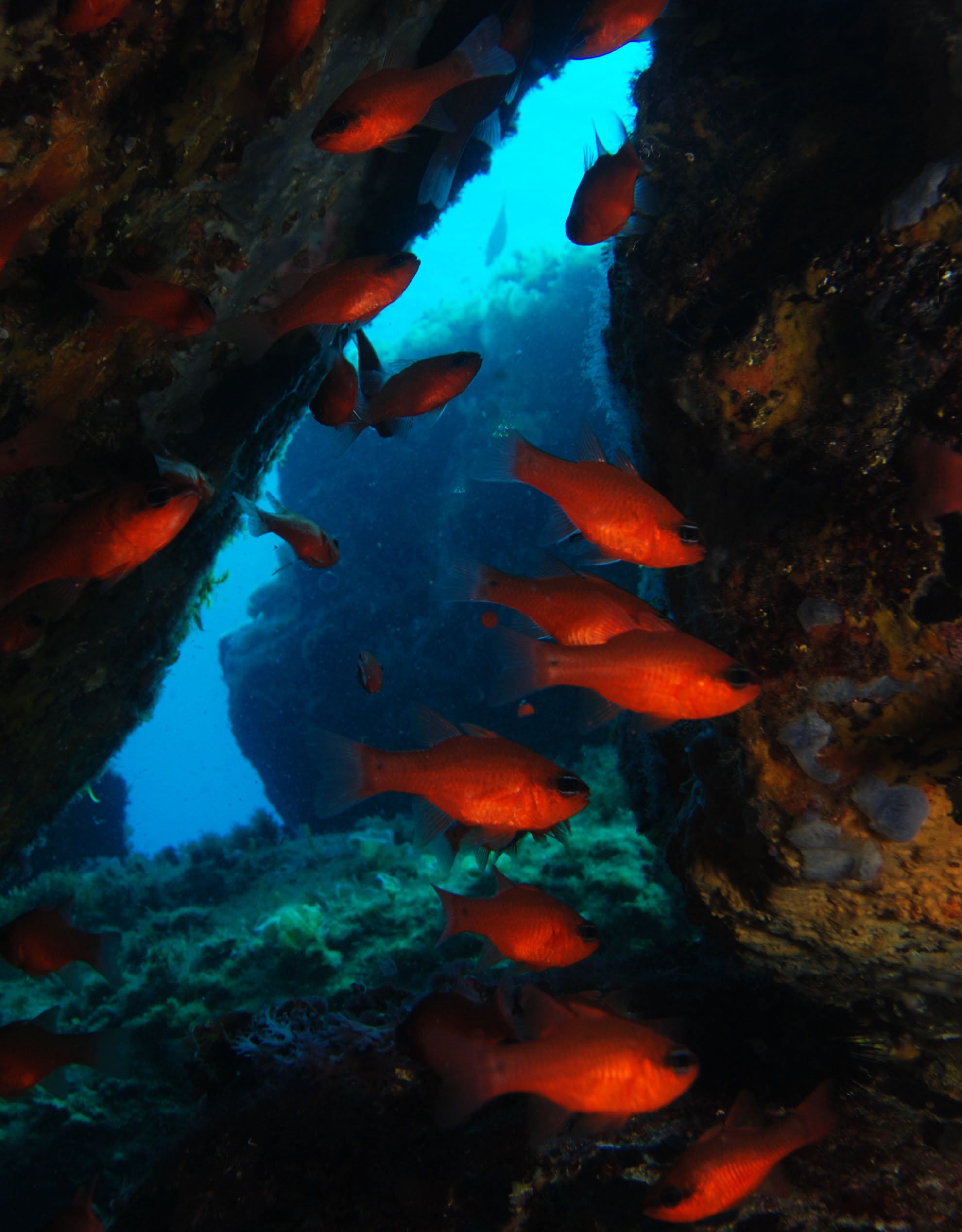

Длина до 15 см, обычно около 10 см. Туловище плотное, с высокой спиной и крупной крепкой головой. Глаза очень большие. Предкрышка с зазубренным краем. Рот большой, косо направленный с мелкими, острыми зубами. Нижние глоточные кости разделены и имеют острые зубы. Два коротких, отчетливо отделенных друг от друга спинных плавника: первый, маленький, с 6 лучами-колючками, второй расположенный напротив подобного ему по строению анального плавника, имеет 1 луч-колючку и 9 мягких лучей. Анальный плавник состоит из 2 лучей-колючек и 8 мягких лучей. Брюшные плавники развитые. Туловище красно-оранжевое, с мелкими черными, неравномерно распределенными точками. На хвостовом стебле есть темная область, иногда представленная 2—3 пятнами. Кончики спинных и анального плавников окрашены в темный цвет. Глаза имеют две светлые продольные полосы.

## Ареал
Распространение: Северо-Восточная Атлантика; западно-африканское побережье, Канарские и Азорские острова, Мадейра, Средиземное море. На скалистых прибрежьях, на глубине 10—200 м (летом на 10—50 м).

## Биология
Встречается в маленьких стайках в скалистых ущельях и пещерах, где держатся близко к выходу. В случае опасности сразу прячутся внутри, и только ночью они удаляются немного дальше от своих укрытий. Нерест сопровождаемый оживленными брачными играми, происходит во время летних месяцев, икринки склеиваются цепкими нитями в комок, который самец носит в ротовой полости. Икринки очень мелкие (диаметр всего 0,5 мм). Плодовитость самки свыше 20 тысяч икринок.